# Titannitrid
Titannitrid är ett mycket hårt keramiskt material med kemisk formel TiN.
Mineralnamnet för titannitrid är Osbornit.

## Egenskaper
Titannitrid är inert vid rumstemperatur och angrips inte av syror. Den börjar oxidera i luft vid ca 800 °C.
Titannitrid reflekterar infraröd strålning mycket bra och har ett reflexionsspektrum som liknar gulds, vilket ger den en gyllengul färg.

## Framställning
Titannitrid kan framställas genom direkt reaktion mellan titan och kväve över 1200 °C.
{\displaystyle {\rm {2\ Ti+N_{2}\rightarrow 2\ TiN}}}
Ett annat sätt är genom aminolys av titantetraklorid (TiCl4) i gasform vid 900 °C.
{\displaystyle {\rm {4\ TiCl_{4}+6\ NH_{3}\rightarrow 4\ TiN+16\ HCl+N_{2}+H_{2}}}}
I reaktionen reduceras titan från oxidationstillstånd +4 till +3 genom att kvävet i ammoniak donerar elektroner när det bildar kvävgas. Vid överskott på ammoniak bildas ammoniumklorid (NH4Cl).

## Användning
Titannitrid används som ytbeläggning på skärande verktyg, till exempel borrar, svarvstål och knivar (i synnerhet skalpeller). På grund av sin färg används det också för att tillverka oäkta smycken. 
Eftersom det är inert används det även till implantat och proteser, framför allt höftledsproteser tillverkade i titan där ytbeläggningen av titannitrid framställs genom anlöpning i kvävgas.
Annars är den vanligaste metoden att applicera titannitrid genom Chemical Vapor Deposition eller Physical Vapor Deposition.